# Roland Emmerich
Roland Emmerich (Stoccarda, 10 novembre 1955) è un regista, sceneggiatore e produttore cinematografico tedesco con cittadinanza statunitense.
Dall'adolescenza in poi sviluppò un interesse profondo per il cinema; senza dubbio il suo genere di film preferito, da vedere e da filmare, è il catastrofico che si basa sull'impiego di grandi quantità di effetti speciali, come The Day After Tomorrow - L'alba del giorno dopo, Independence Day o 2012 da lui diretti. È il fratello di Ute Emmerich, produttrice tra l'altro di tutti i suoi film sin da Fantasmi ad Hollywood e anche di pellicole di cui il regista compare come produttore, come ad esempio Anno 1345: l'impossibile crociata.

## Biografia

### Gli inizi
Emmerich cominciò la sua carriera nella nativa Germania. Da giovanissimo si interessò a pittura e scultura, mostrando scarso interesse per il cinema. Crescendo le cose cambiarono decisamente e durante il suo periodo di studi al corso per registi alla scuola cinematografica di Monaco il suo film studentesco 1997 - Il principio dell'arca di Noè (Das Arche Noah Prinzip) ottenne un grandissimo successo al Festival di Berlino nel 1984. Il successo fu tale che, alla fine, il film fu venduto in 20 paesi diversi.
Il suo primo è il film realizzato da studenti più costoso nella storia del cinema (1.000.000 di marchi tedeschi). Il regista ha i suoi "marchi di fabbrica" che inserisce in maniera più o meno evidente in tutti i suoi film: spesso include nelle inquadrature il numero 44, un chiaro riferimento a uno dei suoi primi film, Moon 44 - Attacco alla fortezza. Prima di girare 1997 - Il principio dell'arca di Noè il regista si era già cimentato nello scrivere il soggetto di un mediometraggio di 55 minuti, intitolato Altosax e destinato esclusivamente alla tv tedesca e nel 1979 aveva co-diretto con Oswald von Richtofen il mediometraggio (47 minuti) Franzmann, di cui aveva curato anche il soggetto.
Già nel 1985, un anno dopo il successo di 1997 - Il principio dell'arca di Noè, Emmerich si dedicò a un altro film, Joey, con Joshua Morrell e Eva Kryll. Nonostante il film risultasse un flop, Emmerich guadagnò una nomination come miglior film in concorso al Fantasporto (Festival del Fantasy di Porto).
Nel 1987, sulla sceneggiatura di Oliver Eberle ma su un suo soggetto, dirige il suo primo lavoro per il cinema globale, Fantasmi ad Hollywood (Ghost Chase), con Jason Lively e Tim McDaniel.
Nel 1990 tornò nuovamente alla fantascienza e a Oliver Eberle che sceneggia ancora la storia di Emmerich, facendo largo utilizzo di effetti speciali nel suo Moon 44. Usando una trama piuttosto violenta (il film è censurato per alcune violenze da mano e con armi da fuoco e anche per nudità e sesso), Moon 44 ripropose la stessa storia utilizzata in parecchi film, in un futuro prossimo in cui la Terra è senza risorse e gli uomini si inseguono disperatamente alla ricerca di esse.
Con questo film Emmerich finisce il suo periodo in Europa, trasferendosi negli Stati Uniti.

### Approdo negli States e consacrazione

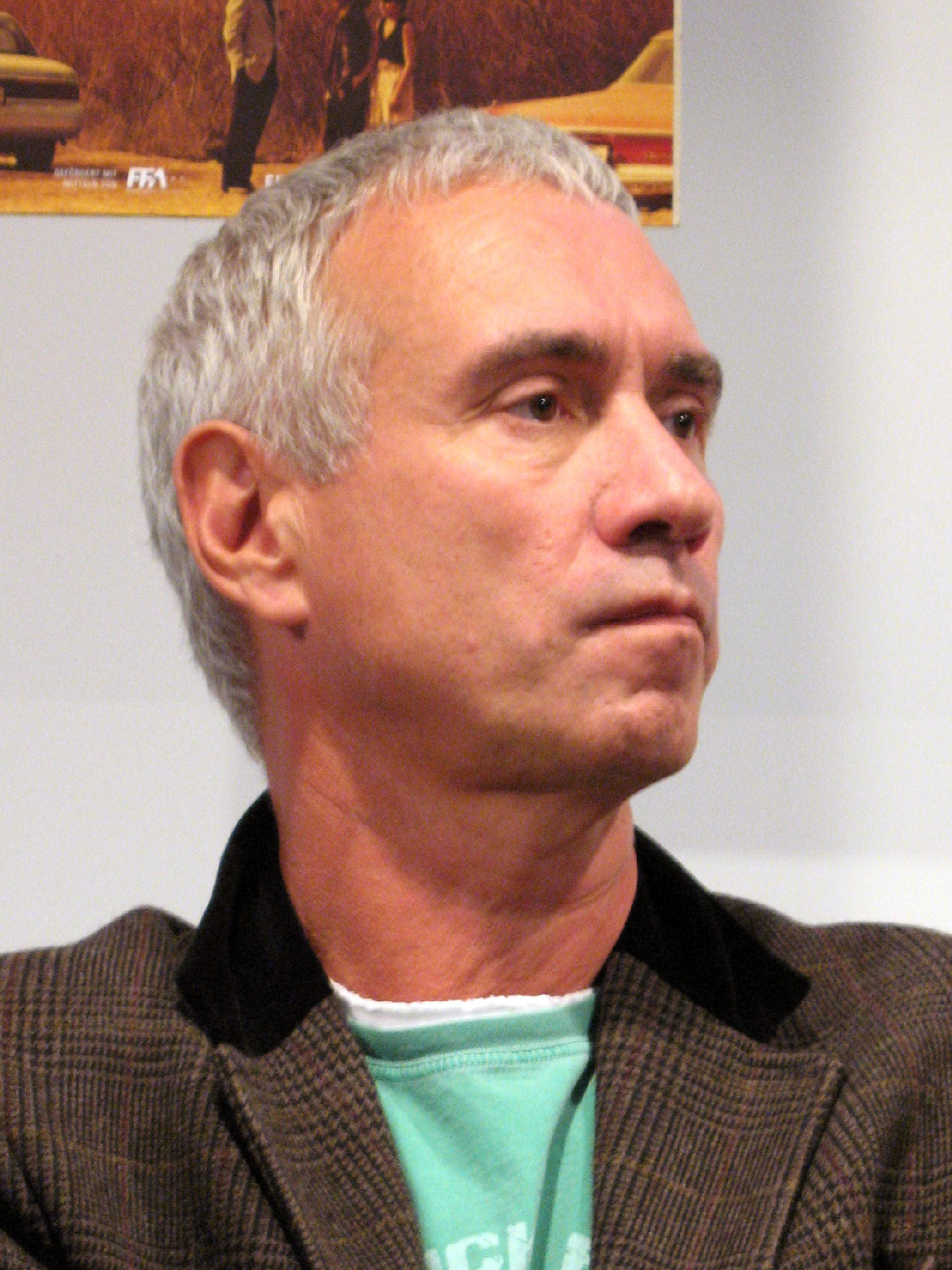
Roland Emmerich nel 2007.

Nel 1991 produsse il film Nell'occhio del ciclone di Yuri Zeltser. Nel 1992 si trasferì definitivamente negli Stati Uniti, dove iniziò la sua "seconda carriera" con il film campione d'incassi e dal grosso budget I nuovi eroi, con Jean-Claude Van Damme.
Nel 1994 il regista tedesco/statunitense si ritrovò tra le mani una sceneggiatura di Dean Devlin, poi ritoccata dallo stesso Emmerich, che lo porterà al successo planetario: Stargate, la storia di un antico reperto storico di immense dimensioni che funziona da 'porta' tra due mondi. Messosi al lavoro, Emmerich cominciò a girare un film che costò la bellezza di 55 milioni di dollari. Esso contava nel cast personaggi come James Spader e Kurt Russell. Nonostante il regista fosse al momento negli Stati Uniti, continuava a finanziare pellicole della sua madrepatria: così, sempre nel 1994, produsse il film tedesco Anno 1345: l'impossibile crociata (High Crusade – Frikassee im Weltraum) di Klaus Knoesel e Holger Neuhäuser, con John Rhys-Davies e Rick Overton.
Nel 1996, su una sceneggiatura di Dean Devlin con cui Emmerich aveva già lavorato per Stargate, il regista immaginò un'invasione aliena sulla Terra, che riprende per molti versi La guerra dei mondi di Herbert George Wells: nasce così Independence Day. Il film, campione d'incassi al botteghino nella prima settimana di proiezione, si aggiudicò anche l'Oscar per migliori effetti speciali a Douglas Smith; fu candidato a un altro Oscar e vinse altri 23 premi internazionali. Il film, come il precedente, aveva nel cast stelle note come Jeff Goldblum, Will Smith, Bill Pullman e Brent Spiner.
La serie di fantascienza di Kevin Kerslake e Davis Guggenheim, The Visitor attrasse molto il regista tedesco che nel 1997 entrò a far parte della produzione, apparendo come produttore esecutivo. Sempre nel 1997 risultò essere lo scrittore dei personaggi di Stargate SG-1: Children of the Gods, un film per la tv, e lo stesore della sceneggiatura originale di Stargate SG-1, la serie tv.
Nel 1998 Emmerich decise di dedicarsi al remake di uno dei film più catastrofici della storia del cinema: Godzilla. Ambientato a New York, il film era basato su un soggetto di Ted Elliott e Terry Rossio. Il cast comprendeva attori di spicco come Matthew Broderick, Jean Reno e Maria Pitillo. Il film si aggiudicò sette premi minori e altre otto nomination a premi internazionali, inoltre si aggiudicò due Razzie Awards come peggior remake o sequel e come peggior attrice protagonista a Maria Pitillo. Subito dopo il successo di Godzilla, il regista apparve come produttore esecutivo di Godzilla: the series.
Nel 1999 il regista produsse Il tredicesimo piano, film di Josef Rusnak basato sul libro di Daniel F. Galouye, Simulacron 3.
Il 2000 è l'anno di Il patriota, film che narra la storia degli Stati Uniti al tempo della guerra d'indipendenza dagli inglesi. Il regista si sposta questa volta sui film storici, abbandonando le catastrofi e la fantascienza. Il cast del film era questa volta arricchito dalle interpretazioni di Mel Gibson, Heath Ledger e Jason Isaacs. Il film fu candidato per tre premi Oscar, vinse otto premi internazionali e fu candidato per altrettanti sedici. 

### Gli anni recenti
Nel 2002 il regista produce Arac Attack - Mostri a otto zampe, un discreto film con esilaranti gag e effetti speciali da urlo. Basato su un soggetto di Ellory Elkayem e Randy Kornfield, il film annovera nel cast stelle come David Arquette e Scarlett Johansson.
Nel 2004 il regista che ama le catastrofi, naturali e non, torna sul tema dei suoi film preferiti, firmando il soggetto, la sceneggiatura, la regia e la produzione di The Day After Tomorrow - L'alba del giorno dopo. Il film aveva un cast di stelle composto da Dennis Quaid, Jake Gyllenhaal e Ian Holm. Il film vinse il BAFTA per i migliori effetti speciali. 
È stato il presidente della giuria al Festival di Berlino nell'edizione 2005.
Nel 2006 era previsto il suo film One Nation, su sceneggiatura di Jeffrey Nachmanoff, che prevedeva il piccolo utilizzo degli effetti speciali e una solida trama che vede una cospirazione alle più alte sfere del governo statunitense. Sempre nel 2006 il regista stava scrivendo il soggetto di Welcome to America, la cui regia venne affidata a Marco Kreuzpaintner, e stava producendo il film The Break. Nel 2007 compare nei titoli di coda di The 1 Second Film come produttore.
Nel 2008 è uscito il film 10.000 AC basato su una sceneggiatura di Harald Kloser ed Emmerich stesso. Il film narra, attraverso gli occhi di un cacciatore di mammuth, la reale vita che si conduceva 10.000 anni prima della nascita di Cristo. Nel film Emmerich sostiene la teoria che pone la costruzione delle piramidi di Giza circa 14 000 anni fa. Il film annovera nel suo cast attori per lo più semi-sconosciuti: Camilla Belle, Marco Khan e Steven Strait.
Il 13 novembre 2009 è uscito quasi in contemporanea mondiale 2012, un film catastrofista sulla fine del mondo prevista per il 21 dicembre 2012, secondo un'interpretazione del calendario Maya che prevede un totale cambiamento della civiltà. Ricco di effetti speciali, il film racconta che solo a pochi potenti della terra sarà dato salvarsi, grazie alle ultramoderne arche che in segreto vengono costruite in una base cinese tra le montagne dell'Himalaya. È stata annunciata la sua regia per il film King Tut (sceneggiatura di Will Staples e soggetto di Sean O'Keefe), altro film storico che narrerà le sorti dell'Egitto dopo la morte di Tutankhamon.
Il 22 marzo 2010 sono iniziate le riprese del suo film, Anonymous; il film affronta, ancora una volta per Emmerich, una delle più diffuse leggende metropolitane, quella secondo la quale non sarebbe stato William Shakespeare l'autore delle sue commedie, ma un certo Edward de Vere, amante della Regina Elisabetta I, qui interpretata da Vanessa Redgrave.

## Impegno sociale
Emmerich è un sostenitore attivo dei diritti LGBT, ed è omosessuale. Dal 2008 è legato sentimentalmente al musicista, più giovane di lui di 30 anni, Omar de Soto.
Nel 2015 dirige il film Stonewall sui moti di Stonewall, capitolo delle vicende della storia del Movimento di liberazione omosessuale.

## Filmografia

### Regista
- 1997 - Il principio dell'arca di Noè (1984)
- Joey (1985)
- Fantasmi ad Hollywood (1987)
- Moon 44 - Attacco alla fortezza (1990)
- I nuovi eroi (1992)
- Stargate (1994)
- Independence Day (1996)
- Godzilla (1998)
- Il patriota (2000)
- The Day After Tomorrow - L'alba del giorno dopo (2004)
- 10.000 AC (2008)
- 2012 (2009)
- Anonymous (2011)
- Sotto assedio - White House Down (2013)
- Stonewall (2015)
- Independence Day - Rigenerazione (2016)
- Midway (2019)
- Moonfall (2022)
- Those About to Die – miniserie TV (2024)

### Soggettista e sceneggiatore
- 1997 - Il principio dell'arca di Noè (1984)
- Joey (1985)
- Fantasmi ad Hollywood (1987)
- Moon 44 - Attacco alla fortezza (1990)
- Stargate (1994)
- Independence Day (1996)
- Godzilla (1998)
- The Day After Tomorrow - L'alba del giorno dopo (2004)
- 10.000 AC (2008)
- 2012 (2009)
- Independence Day: Rigenerazione (2016)

### Produttore
- Moon 44 - Attacco alla fortezza (1990)
- Anno 1345: l'impossibile crociata (High Crusade – Frikassee im Weltraum) di Klaus Knoesel e Holger Neuhäuser (1994)
- Independence Day (1996)
- Godzilla (1998)
- Il patriota (2000)
- The Day After Tomorrow - L'alba del giorno dopo (2004)
- 10.000 AC (2008)
- 2012 (2009)
- Anonymous (2011)
- Sotto assedio - White House Down (2013)
- Stonewall (2015)
- Independence Day - Rigenerazione (2016)
- Midway (2019)
- Moonfall (2022)